# Slot-CPU

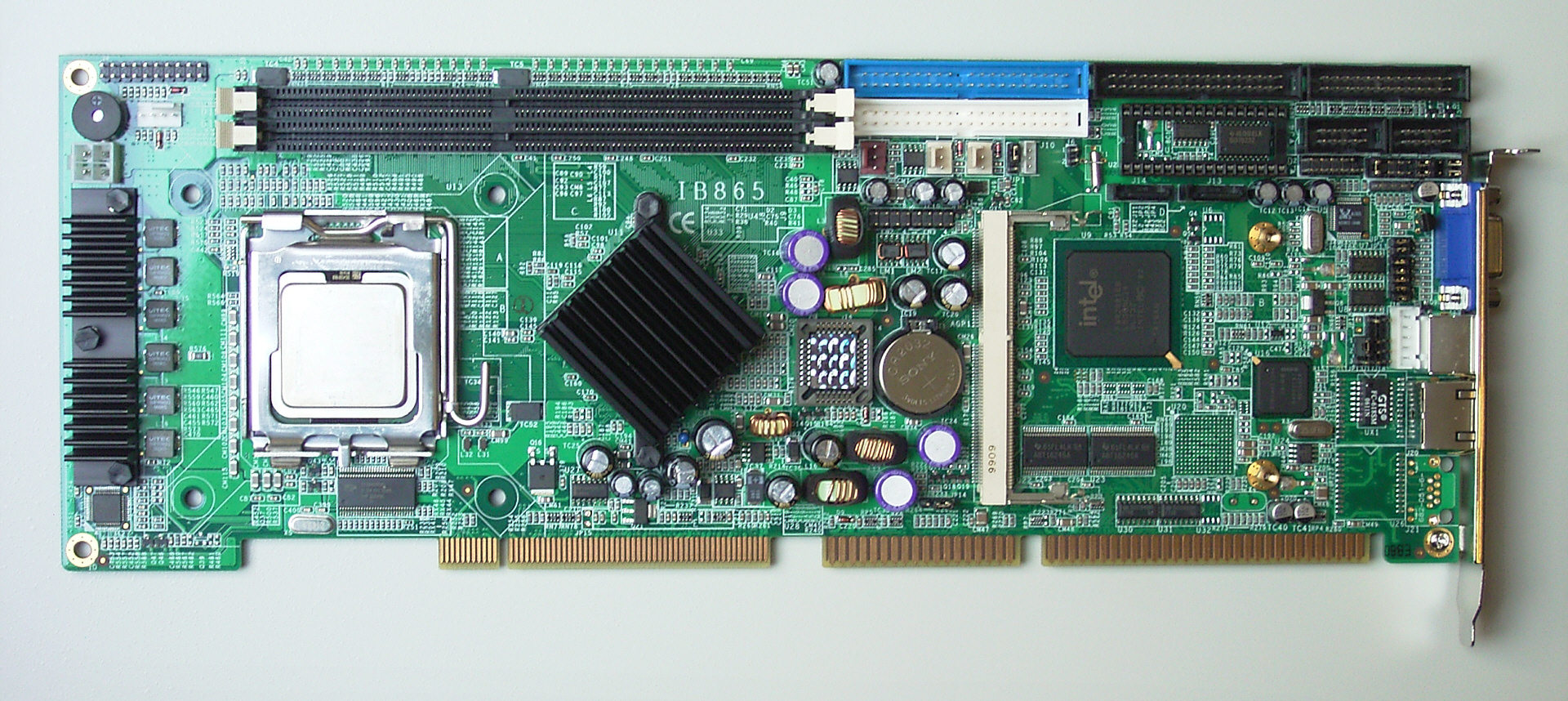
Slot-CPU mit Sockel 775 (PICMG 1.0)

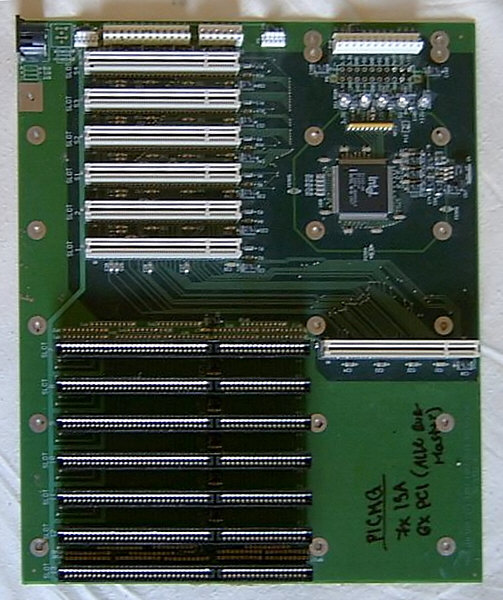
PICMG-Backplane für Slot-CPU

Eine Slot-CPU ist eine spezielle, sehr kompakte Bauform einer PC-Hauptplatine in Form einer PCI- oder PCI/ISA-ähnlichen Steckkarte.

## Anwendung und Eigenschaften
Slot-CPUs sind weit verbreitet im industriellen Bereich und gestatten durch ihre kompakten Maße sowohl Einsatz bei sehr beengten Platzverhältnissen als auch äußerst flexible Erweiterungsmöglichkeit bei optimaler Platzausnutzung durch Baukastenprinzip. Die Erweiterung kann sowohl mit Hilfe maßgeschneiderter Zusatzplatinen erfolgen, die einfach auf die Slot-CPU huckepack aufgesteckt werden, als auch durch sogenannte Backplanes, die im 90°-Winkel an die Slot-CPU gesteckt werden und PCI- und/oder ISA-Steckplätze in mehreren Höhenebenen oberhalb oder unterhalb der Slot-CPU enthalten. Ein Package aus einer Slot-CPU, einer Backplane und Erweiterungskarten kann eine höhere Packungsdichte erreichen als ein vergleichbar ausgestattetes System mit herkömmlicher ATX-Hauptplatine.

## Aufbau
Aufgrund des begrenzten Platzes befinden sich auf der eigentlichen Slot-CPU meist nur die elementarsten Funktionseinheiten eines PCs, meist nur Prozessor, Chipsatz, Grafik und eine Speicherbank für SDRAM sowie IDE-, Floppy-, Maus- und Tastaturcontroller, und – um den industriellen Anforderungen gerecht zu werden – einen 10/100TBase-LAN-Controller. Noch spärlicher fallen die fest montierten Steckbuchsen nach außen aus, die alle in einem einzigen Steckkarten-Slotblech Platz finden müssen. Zahlreiche Steckbuchsen von elementaren Interfaces können daher optional über Verbindungskabel nach außen geführt werden.
Entsprechend ihrem Einsatzgebiet werden Slot-CPUs meist mit dem Sockel 370 (Pentium III, VIA C3) und Sockel 479 (Pentium M) ausgestattet – die entsprechenden Prozessoren haben sich im industriellen Bereich fest etabliert. Aber auch Karten für den Pentium 4 sind verfügbar.
Slot-CPUs kehren das Bauprinzip eines herkömmlichen PCs um: Während beim herkömmlichen PC die Hauptplatine die Hauptebene ist, welche mit den PCI- oder sonstigen Steckplätzen eine starre Anzahl von 90° gedrehten Nebenebenen gestattet, befinden sich bei der Slot-CPU sowohl Hauptplatine als auch Erweiterungskarten auf parallelen, übereinander angeordneten und etwa größengleichen Ebenen. Die Höhenausdehnung bzw. die Anzahl der möglichen Erweiterungskarten kann mit unterschiedlichen Backplanes sehr leicht variiert werden. Zentrales Verbindungselement ist die Backplane.

## Verbreitung
Slot-CPUs sind im Consumer-Bereich und im Massenmarkt nicht vertreten, weil hier mehr Wert gelegt wird auf die kostengünstige Produktion umfangreich ausgestatteter Komplettsysteme, die in praktisch immer gleich bleibend geformten Tower-Gehäusen verbaut werden. Flexible Platzausnutzung durch Baukastenprinzip würde hier also keinen Vorteil bringen. Interessant wäre der Einsatz in besonders kompakten HTPCs. Dem steht aber die fehlende Unterstützung von besonders kostengünstigen Consumer-Prozessoren wie dem Celeron D oder Modellen von AMD entgegen. Mit den 2020 erschienenen Intel NUC 9 Extreme folgen allerdings modernere Vertreter dem Schema kompakter PCs mit Slot-CPU und Backplane für den Consumer-Markt.

## Bilder

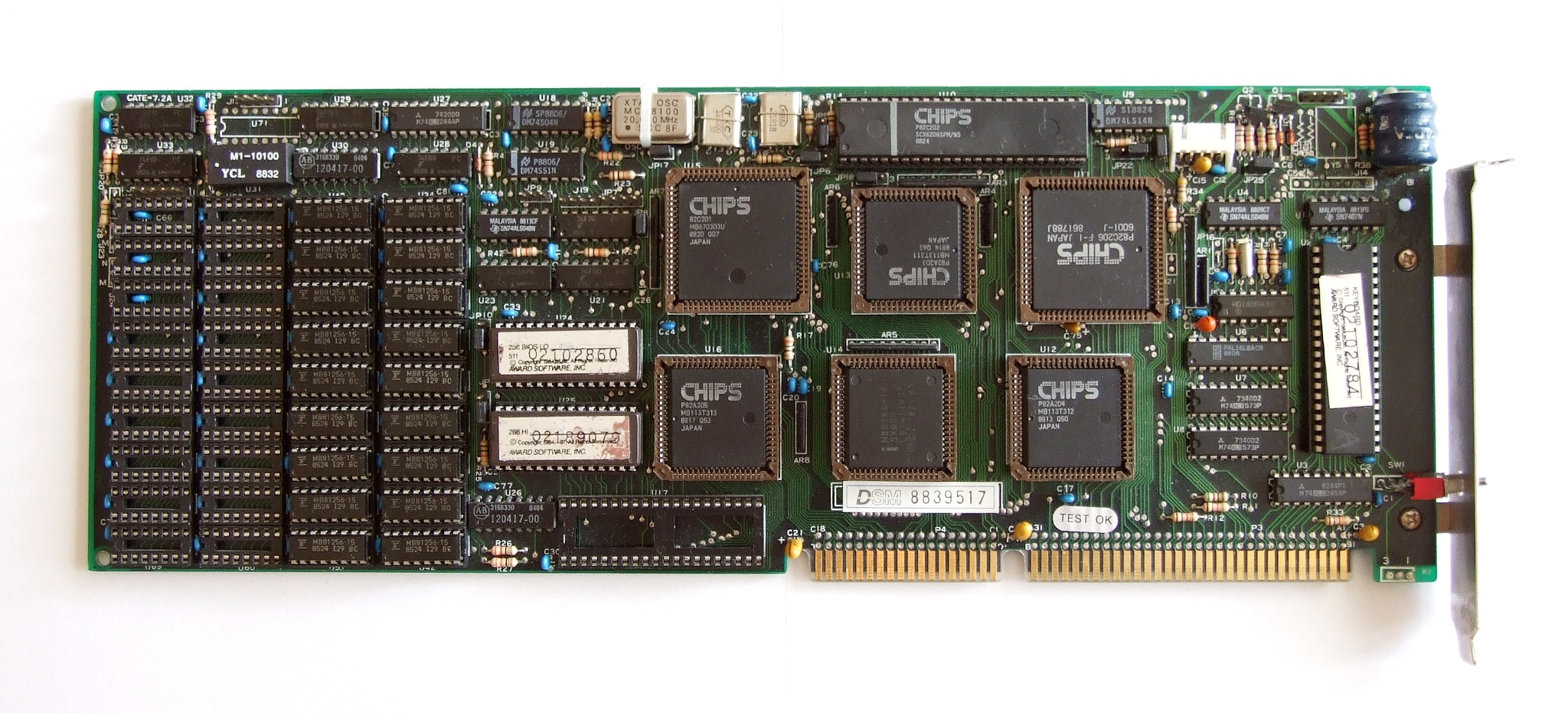
Slot-CPU mit Intel i286 für den ISA-Bus.
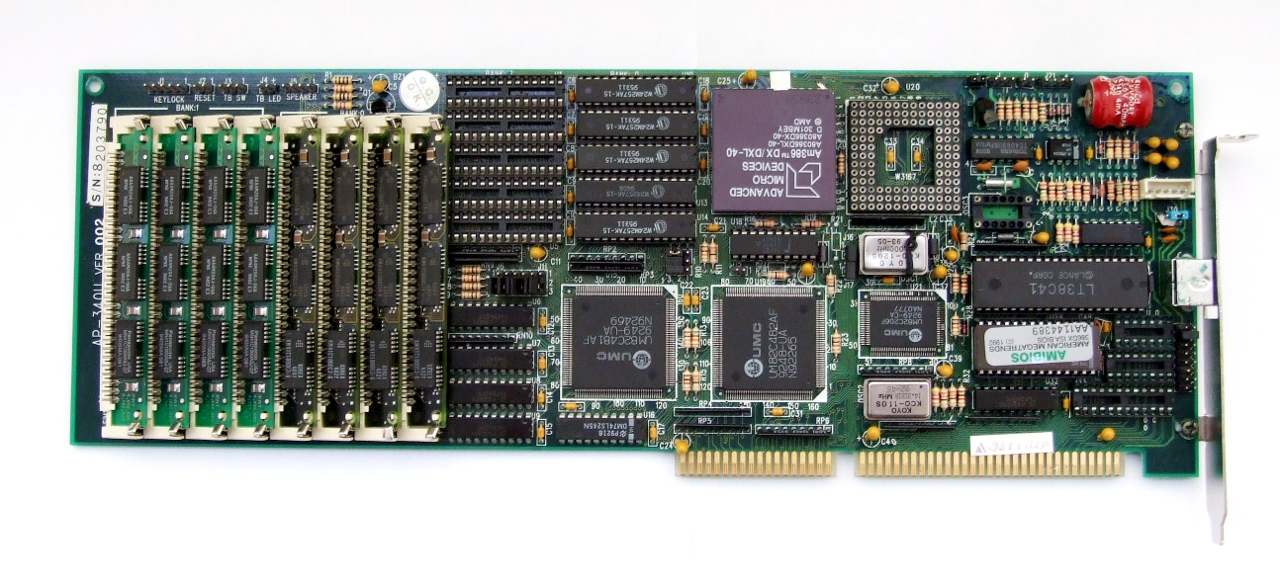
Slot-CPU mit AMD Am386DX/DXL für den ISA-Bus.
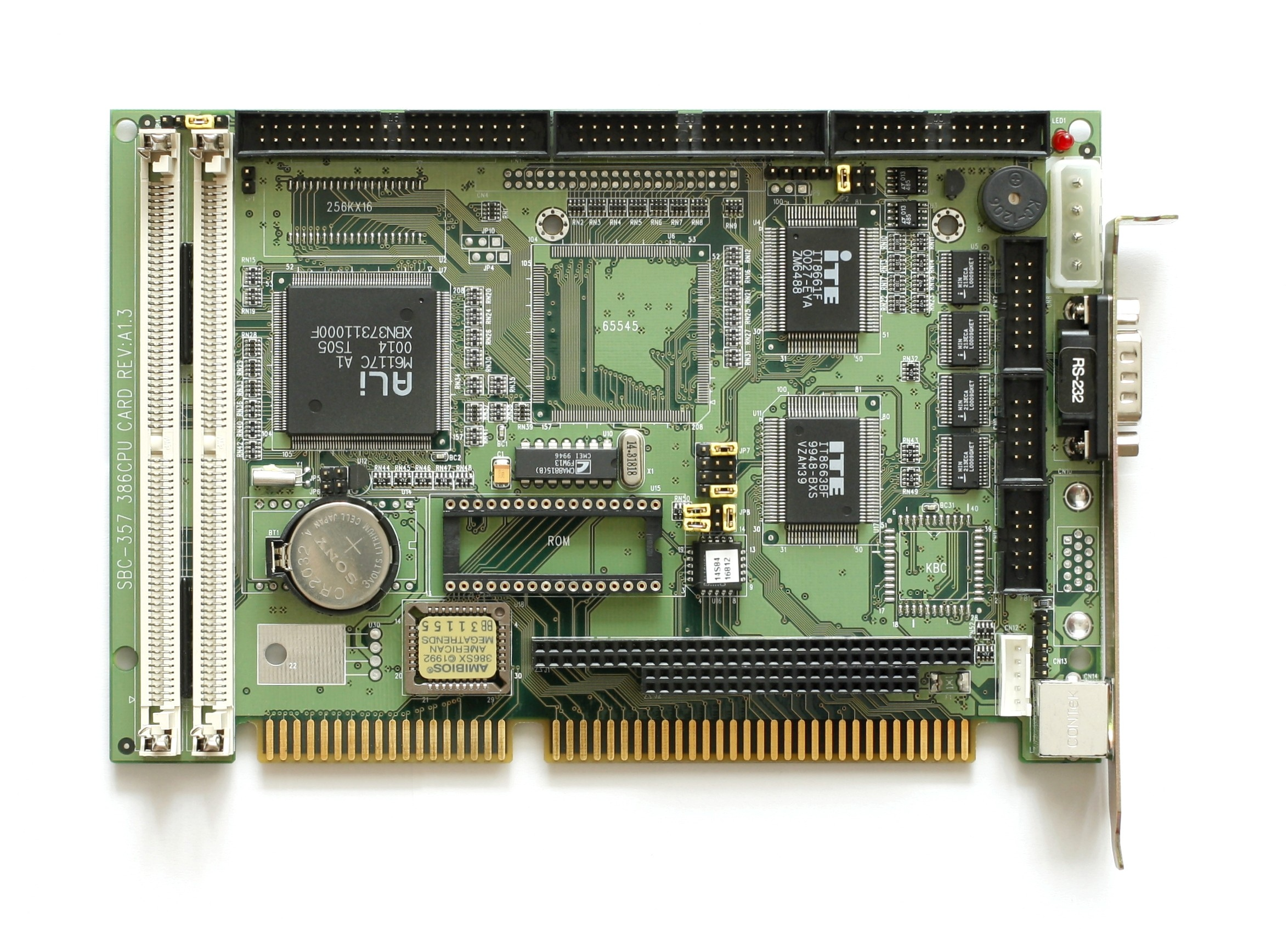
Slot-CPU mit i386SX-kompatiblen ALi M6117C für den ISA-Bus und mit Anschluss für PC/104
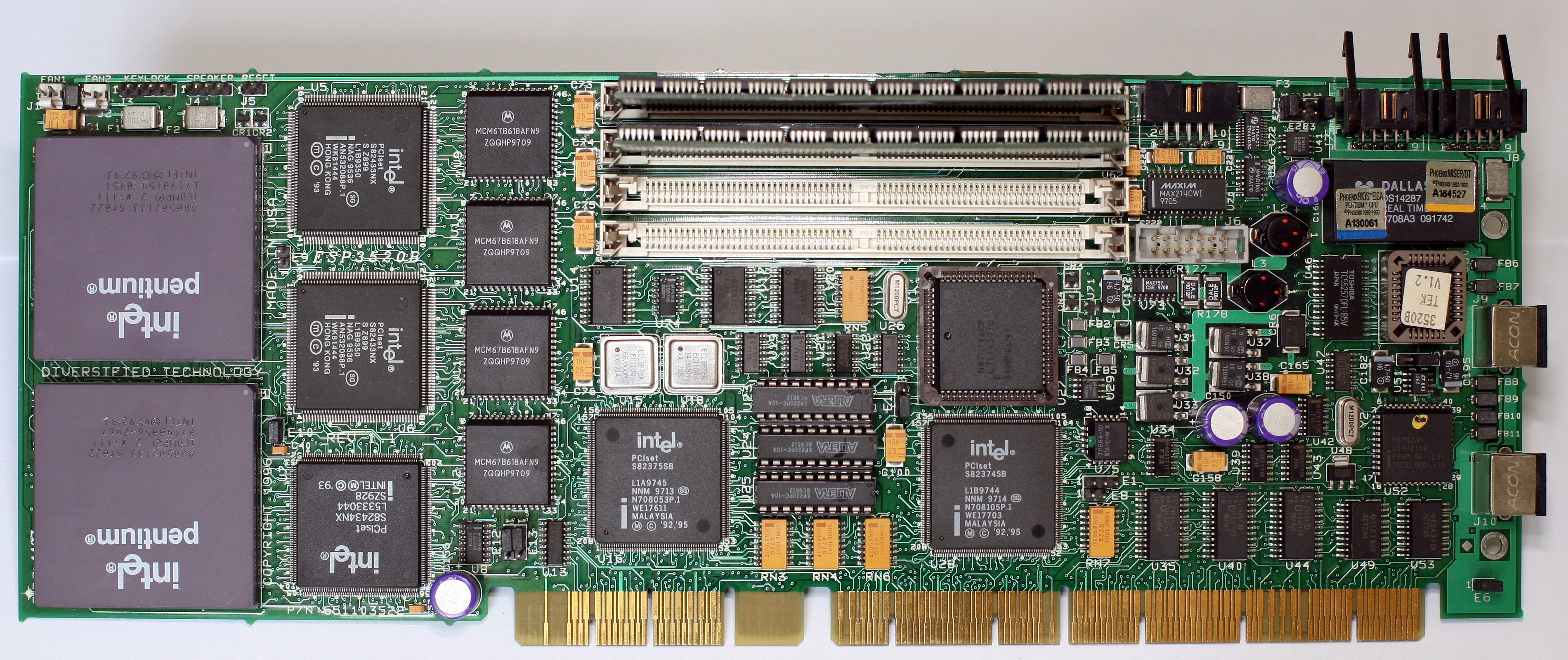
Slot-CPU mit Dual Pentium 133 MHz
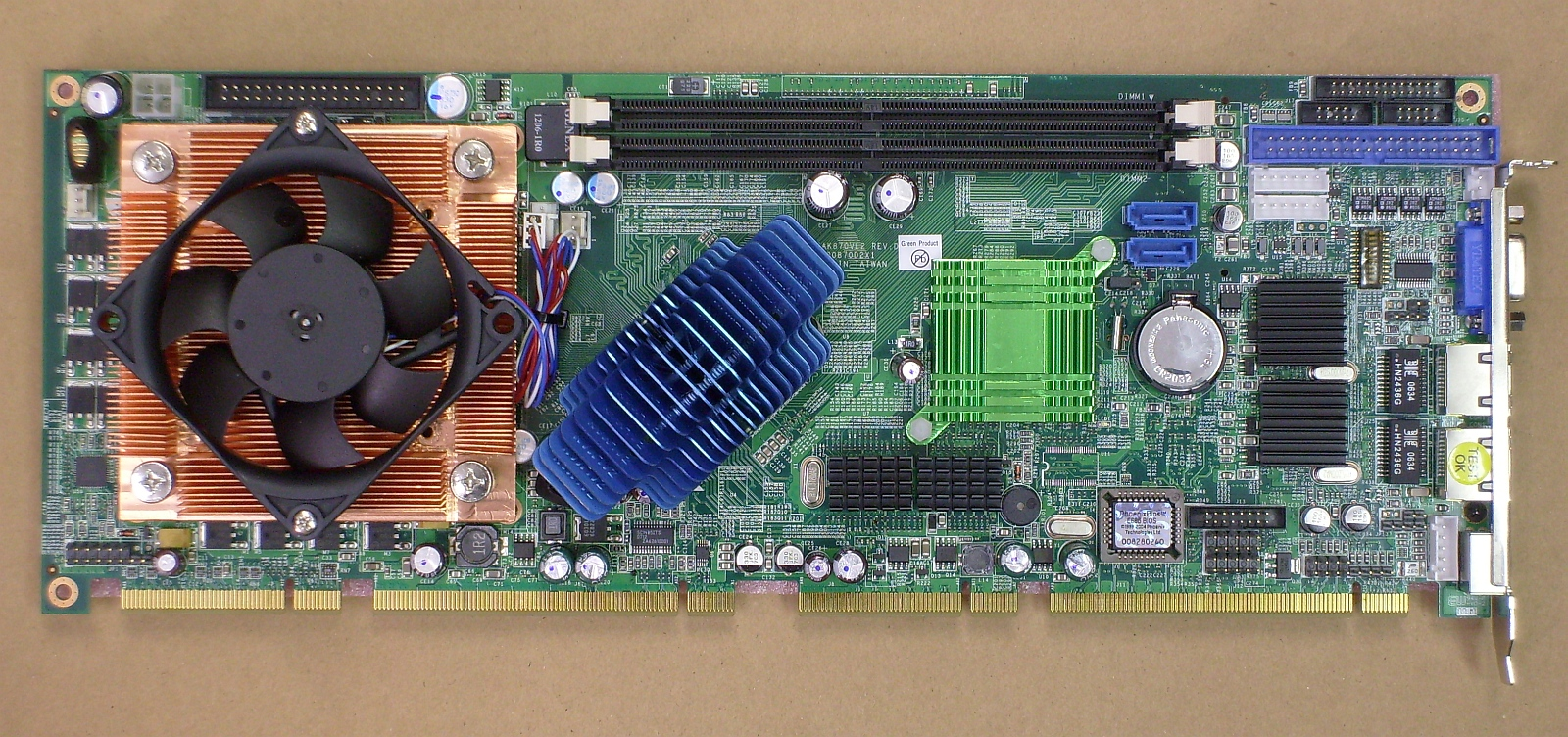
Slot-CPU für den Sockel 775 (PICMG 1.3)